# Liste der Waffensysteme der türkischen Luftstreitkräfte
Diese Liste enthält die Waffensysteme der türkischen Luftstreitkräfte, die sich noch im Einsatz befinden, eingelagert oder bereits angefordert und bestellt sind. Der aktuelle Stand bei den türkischen Streitkräfte bezieht sich auf Ende 2022.

Flugzeugkokarde der türkischen Luftstreitkräfte

## Fluggeräte

### Flugzeuge
| Typ                                   | Bild           | Herkunft                  | Funktion                                       | Version                  | Aktiv          | Bestellt       | Anmerkungen |
| Kampfflugzeuge                        | Kampfflugzeuge | Kampfflugzeuge            | Kampfflugzeuge                                 | Kampfflugzeuge           | Kampfflugzeuge | Kampfflugzeuge | Kampfflugzeuge                                                                                                 |
| ------------------------------------- | -------------- | ------------------------- | ---------------------------------------------- | ------------------------ | -------------- | -------------- | --- |
| McDonnell F-4 Phantom II              |                | Vereinigte Staaten        | Luftüberlegenheitsjäger Abfangjäger Jagdbomber | F-4E                     | 48             |                | Einige Flugzeuge wurden kampfwertgesteigert. Ursprünglich waren es 279 Exemplare, davon 46 von der Bundeswehr. |
| General Dynamics F-16 Fighting Falcon |                | Vereinigte Staaten Türkei | Mehrzweckkampfflugzeug                         | F-16C Block 30/40/50/50+ | 238            | 40             | Einige als Aufklärungsflugzeuge verwendet, Kauf weiterer 40 Stück ab 2024.                                     |
| Flugzeuge für Spezialmissionen        |                |                           |                                                |                          |                |                | |
| Boeing 737                            |                | Vereinigte Staaten        | AWACS                                          |                          | 4              |                | Wurden von TAI umgerüstet.                                                                                     |
| Transall C-160                        |                | Deutschland Frankreich    | Elektronische Kampfführung                     |                          | 1              |                | |
| CASA CN-235                           |                | Spanien Indonesien        | Seefernaufklärer Aufklärungsflugzeug           |                          | 1              |                | |
| Bombardier-Global 6000                |                | Kanada                    | Aufklärungsflugzeug                            |                          |                | 4              | |
| Boeing KC-135 Stratotanker            |                | Vereinigte Staaten        | Tankflugzeug                                   | KC-135R                  | 7              |                | Aus Beständen der US Air Force.                                                                                |
| Transportflugzeuge                    |                |                           |                                                |                          |                |                | |
| Airbus A400M Atlas                    |                | Europäische Union         | Militärischer Transporter                      |                          | 10             |                | |
| Lockheed C-130 Hercules               |                | Vereinigte Staaten        | Militärischer Transporter                      | C-130B C-130E            | 17             |                | Wurden von Tusaş ausgerüstet.                                                                                  |
| CASA CN-235                           |                | Spanien Indonesien        | Taktisches Transportflugzeug                   |                          | 41             |                | |
| Gulfstream G550                       |                | Vereinigte Staaten        | Geschäftsreiseflugzeug                         |                          | 1              |                | |
| Schulungsflugzeuge                    |                |                           |                                                |                          |                |                | |
| General Dynamics F-16 Fighting Falcon |                | Vereinigte Staaten Türkei | Strahltrainer                                  | F-16C F-16D              | 86             |                | |
| Northrop F-5 Freedom Fighter          |                | Vereinigte Staaten        | Strahltrainer                                  | NF-5A NF-5B              | 19             |                | Fliegt in der Kunstflugstaffel. Waren ursprünglich 86 Flugzeuge.                                               |
| Northrop T-38 Talon                   |                | Vereinigte Staaten        | Strahltrainer                                  |                          | 68             |                | |
| TAI Hürkuş                            |                | Türkei                    | Schulflugzeug                                  | Hürkuş-B                 | 1              | 14             | 40 weitere geplant.                                                                                            |
| KAI KT-1 Ungbi                        |                | Südkorea                  | Schulflugzeug                                  | KT-1T                    | 39             |                | 15 weitere geplant.                                                                                            |
| PAC Super Mushshak                    |                | Pakistan                  | Schulflugzeug                                  | MFI-395                  | 3              | 49             | erste drei 2022 aus Pakistan geliefert                                                                         |
| Aermacchi SF-260                      |                | Italien                   | Schulflugzeug                                  |                          | 35             |                | |

Ehemalige Flugzeuge: Cessna T-37 Tweety Bird; Cessna 172

### Hubschrauber
| Typ                       | Bild | Herkunft                          | Funktion              | Version | Aktiv | Bestellt | Anmerkungen                    |
| ------------------------- | ---- | --------------------------------- | --------------------- | ------- | ----- | -------- | ------------------------------ |
| Aérospatiale AS 332       |      | Frankreich Vereinigtes Königreich | SAR CSAR              | AS 532  | 21    |          |                                |
| Bell UH-1 Iroquois        |      | Vereinigte Staaten                | Mehrzweckhubschrauber | UH-1H   | 57    |          |                                |
| Sikorsky UH-60 Black Hawk |      | Vereinigte Staaten Türkei         | Transporthubschrauber | T-70    |       | 6        | Wird von TAI in Lizenz gebaut. |

### Drohnen

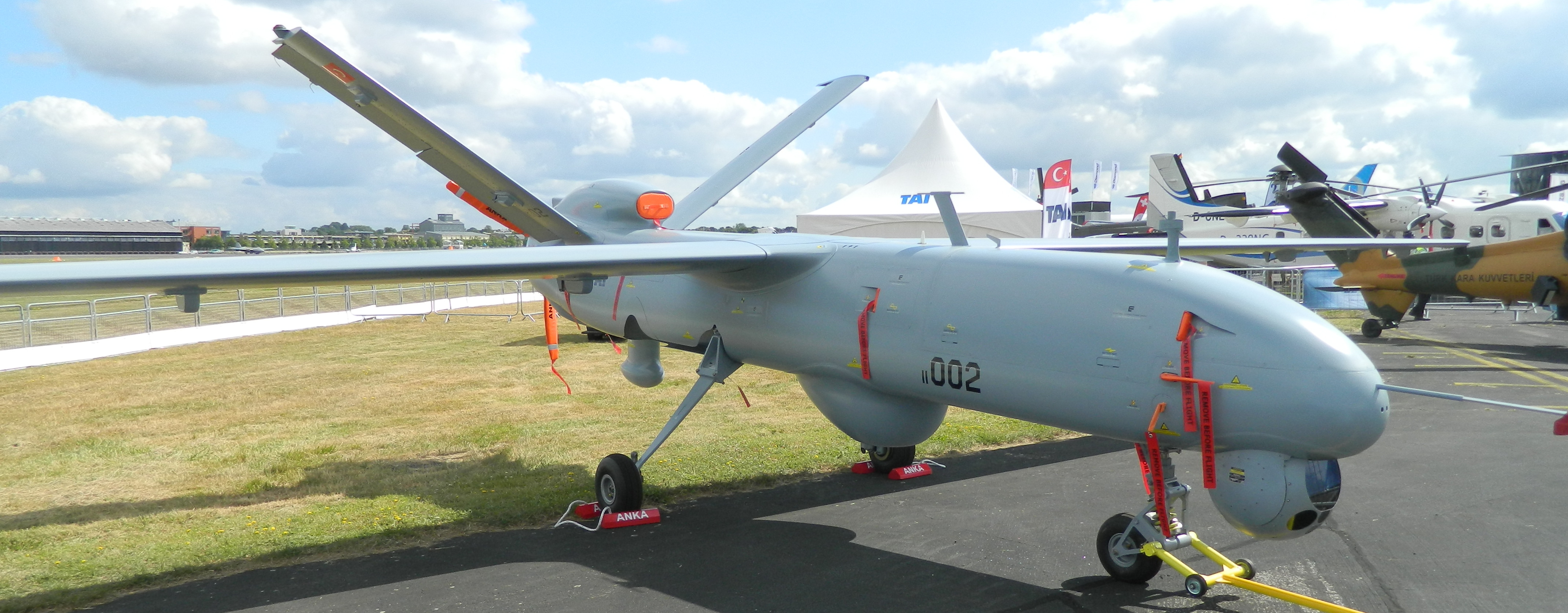
TAI-ANKA

- Bayraktar TB2 – Unbemannte und nicht vom Boden gesteuerte Aufklärungsdrohne des türkischen Rüstungsunternehmens Baykar
- Anka S (19)[2]
- Bayraktar Akıncı (6)
- Karayel (Drohne) – Unbemannte taktische Drohne der Firma Vestel
- TAI Anka – Unbekannte Zahl an Bestellungen. Geplant ist, die Versionen A (Aufklärer) und B (bewaffnet) zu kaufen.
- TAI Simsek – Schnelles Zieldrohnensystem
- TAI Turna – Langsames Zieldrohnensystem
- GNAT 750 (18)[2]
- IAI Heron (9)[2]
- RQ/MQ-1 Predator – Wird von der US Air Force geleitet.
- RQ-7 Shadow (7)

## Luftabwehrsysteme
- MIM-14B Nike Hercules (8 × 9 Raketenstarter), das Luftabwehrsystem wird in der NATO nur noch von den türkischen Streitkräften genutzt
- MIM-23 HAWK (120)
- Hisar A, Hisar O
- Hisar U (Siper)
- Rapier BIX (85), SHORADS
- Zipkin KMS (1 × 8 Stinger), insgesamt 32 Systeme VSHORADS im Zulauf
- Aitlgan Stinger
- S-400 Triumf (4 Systeme und 32 Raketenstarter)

### Radarsysteme
- AN/FPS-117 (1 System, seit 1993 im Einsatz)
- HR-3000 „Hadr“ (3 Systeme, seit 1990 im Einsatz)
- TRS-2100 „Tiger“ (2 Systeme, seit 1988 im Einsatz)
- MPQ-64 Sentinel (9 Systeme, seit 1998 im Einsatz)
- TRS-22XX (14 Systeme, seit 2001 im Einsatz)
- TRS-2000 (4 Systeme, seit 1999 im Einsatz)
- AN/TPS-59
- RAT 31DL (4 Systeme, seit 2001 im Einsatz)
- P-STAR (türkische Entwicklung, unklar ob das System sich schon im Einsatz befindet)
- TAI Göktürk 2 türkischer Aufklärungssatellit
- Kalkan (Luftradar)

### Waffen (Luft-Luft-, Boden-Luft-Raketen, Bomben&UAV)

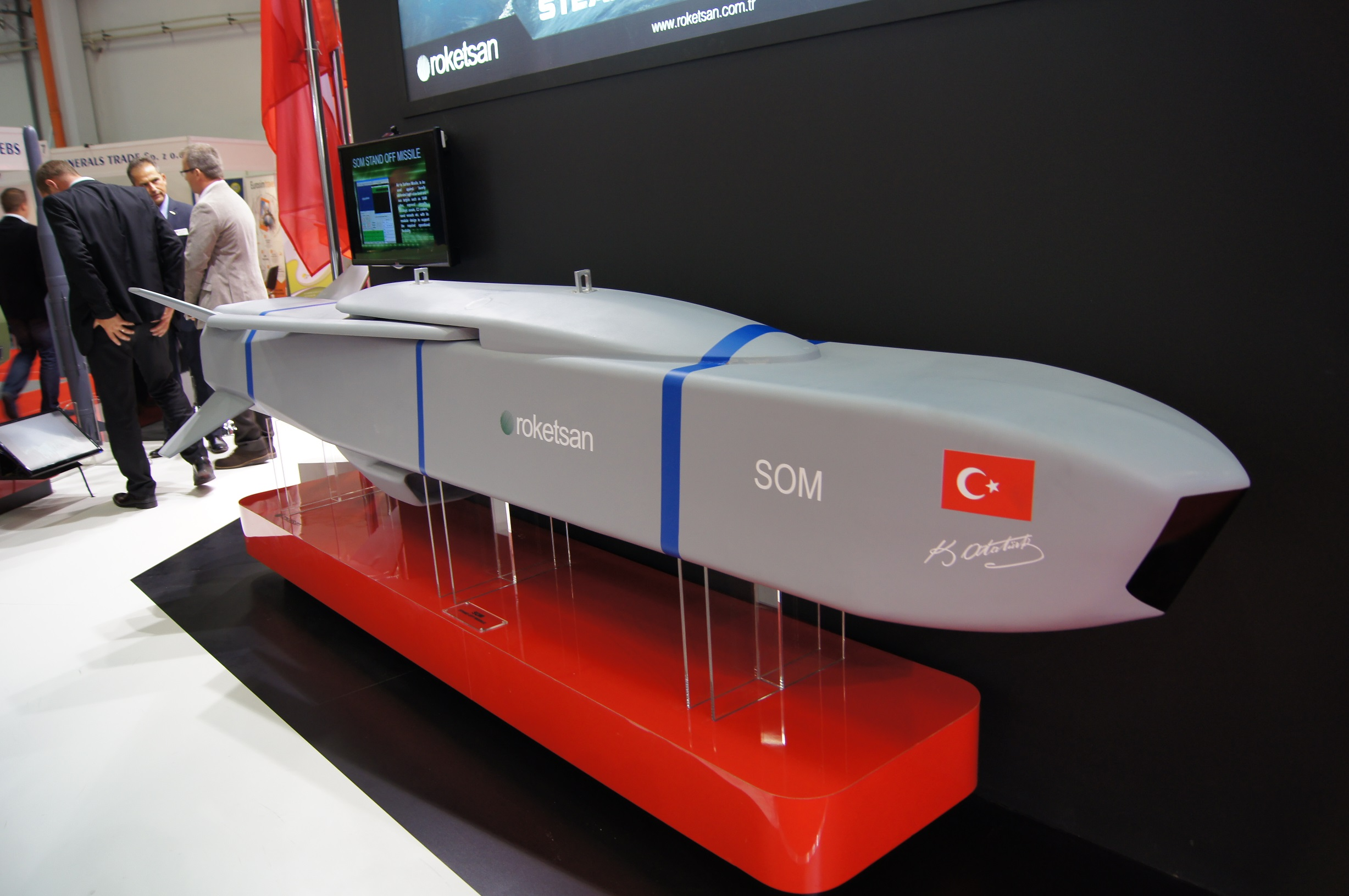
SOM Marschflugkörper

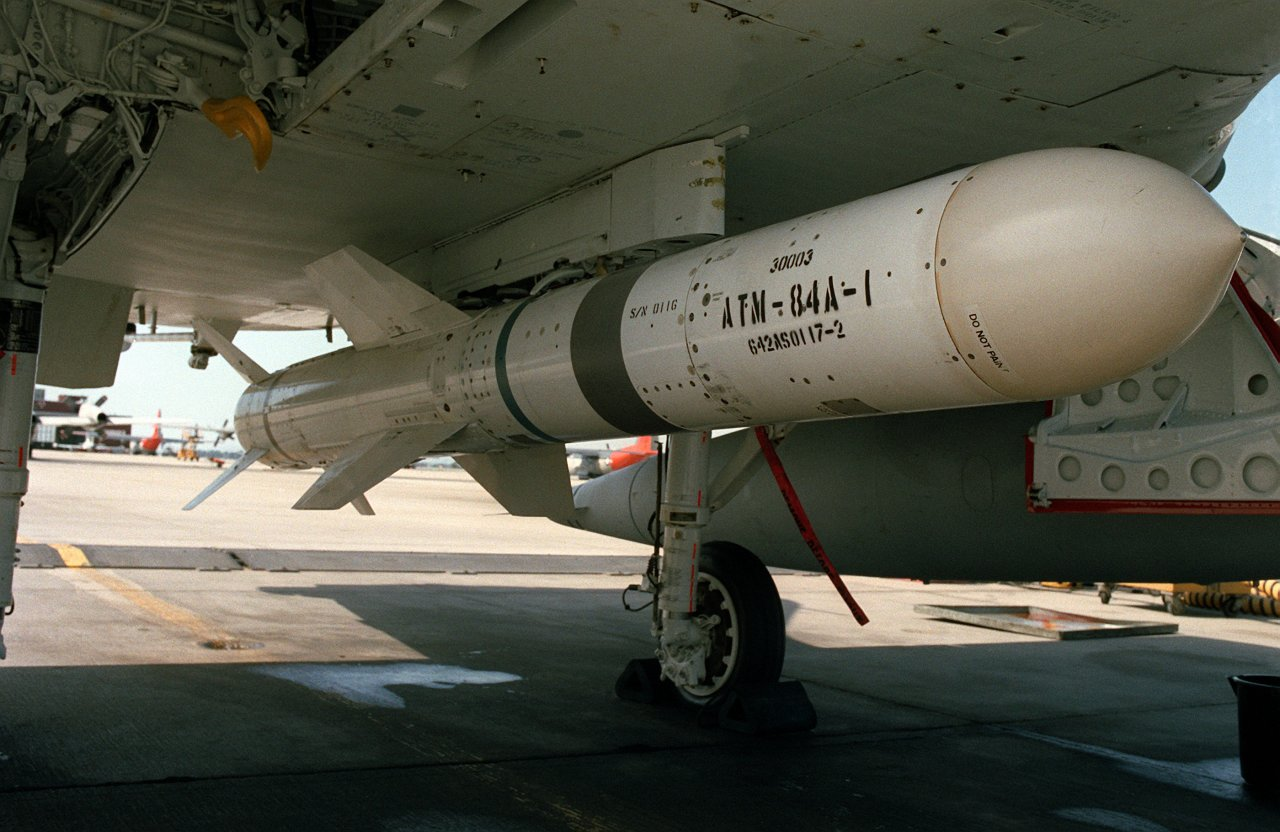
Luftgestützte AGM-84 Harpoon

| - SOM (Marschflugkörper) - SOM-J (Marschflugkörper) - SOM-A (Marschflugkörper) - HISAR-A (Flugabwehrrakete) - HISAR-O (Flugabwehrrakete) - HISAR-U (Flugabwehrrakete) (In Testphase) - AIM-120 AMRAAM A/B - AIM-7E,-E2, -F - AIM-9x Sidewinder (im Zulauf), 2.200 AIM-9 Sidewinder - AGM-142 Popeye I/II - AGM-84 Harpoon - AGM-88 HARM - AGM-114K HELLFIRE - Sea Skua - AGM-119 Penguin - AGM-65A/B/G-Maverick - Paveway I&II - BLU-107 Durandal - GBU-8B HOBOS - Harpy (UAV) - Nüfüs Edici Bomba (Bunker Buster) |